# Identité de Taylor
En algèbre, l’identité de Taylor indique un changement de variable à employer pour transformer un polynôme de degré 3 en un autre sans terme de degré 2.
Elle peut s'écrire sous la forme :
{\displaystyle x^{3}+{\dfrac {b}{a}}\cdot x^{2}+{\dfrac {c}{a}}\cdot x+{\dfrac {d}{a}}=\left(x+{\dfrac {b}{3\cdot a}}\right)^{3}+\left({\dfrac {c}{a}}-{\dfrac {b^{2}}{3\cdot a^{2}}}\right)\cdot \left(x+{\dfrac {b}{3\cdot a}}\right)+{\dfrac {d}{a}}-{\dfrac {b\cdot c}{3\cdot a^{2}}}+{\dfrac {2\cdot b^{3}}{27\cdot a^{3}}}}
c'est-à-dire, en utilisant la nouvelle variable {\displaystyle X=x+b/(3a)}, 
{\displaystyle x^{3}+{\dfrac {b}{a}}\cdot x^{2}+{\dfrac {c}{a}}\cdot x+{\dfrac {d}{a}}=X^{3}+\left({\dfrac {c}{a}}-{\dfrac {b^{2}}{3\cdot a^{2}}}\right)\cdot X+{\dfrac {d}{a}}-{\dfrac {b\cdot c}{3\cdot a^{2}}}+{\dfrac {2\cdot b^{3}}{27\cdot a^{3}}}}.